# Lonely shepherd
Păstorul singuratic, cunoscută și sub numele de „Einsamer Hirte” sau „Der einsame Hirte” în germană sau „El pastor solitario” în spaniolă, este o piesă instrumentală compusă de James Last, lansată pentru prima dată într-o înregistrare cu naistul român Gheorghe Zamfir.
„Păstorul singuratic” a fost publicat pe albumul lui Last din 1977, „Amintiri din Rusia” (Russland-Erinnerungen). În același an, piesa a fost lansată și ca single, ajungând pe locul 22 în topurile muzicale din Germania. Datorită acestei înregistrări, Gheorghe Zamfir, care publicase deja o serie de discuri, a obținut un succes internațional. Printre altele, l-a acompaniat pe Last în turneul său din 1978.
„Păstorul singuratic” a fost utilizată în mod repetat ca coloană sonoră. În 1979, a fost folosită ca melodie principală pentru serialul de televiziune în șase părți „Aurul Deșertului” (Das Gold der Wüste).
În 1983 a fost folosită ca temă de dragoste a serialului venezuelean „Chao, Cristina”, produs de rețeaua de televiziune venezueleană RCTV⁠(d), și din nou în 1984 în scurtmetrajul de animație nominalizat la Oscar, „Paradisul”. În 2003, Quentin Tarantino a folosit înregistrarea ca coloană sonoră într-o scenă și în genericul de final al filmului său „Kill Bill: Volumul 1”. Pe DVD, Gheorghe Zamfir este creditat greșit ca fiind producătorul piesei.
Piesa se bucură de o popularitate neîntreruptă și până astăzi, fiind reînregistrată de numeroși artiști. O versiune rap de Lamar din 1999 a avut un succes considerabil, la fel și o versiune de Leo Rojas⁠(d), care i-a permis să câștige concursul de talente TV „Das Supertalent” în decembrie 2011. Din 2024, interpretarea piesei de către Zamfir și Orchestra Johann Strauss⁠(d) a lui André Rieu pe YouTube are peste 175 de milioane de vizualizări⁠(d).